# Ministère du Commerce (Guinée)
Le ministère du Commerce est un ministère guinéen dont le ministre est Fatima Camara.

## Titulaires depuis 2025
| Nom | Nom           | Dates du mandat | Dates du mandat | Gouvernement(s) |
| --- | ------------- | --------------- | --------------- | --------------- |
|     | Fatima Camara | 29/7/2025       | En cours        | Bah Oury        |